# Colette Braeckman
Pour les articles homonymes, voir Braeckman.
Colette Braeckman est une journaliste belge, née le 20 avril 1946, à Ixelles. Elle a été longtemps grand reporter au service international du Soir, pour lequel elle a couvert les grands conflits et drames du monde et plus particulièrement l'actualité de l'Afrique centrale, du Rwanda, du Burundi et surtout de la République démocratique du Congo. 
Elle est également chroniqueuse dans des revues et magazines, dont Le Monde diplomatique. De 1974 à 1985, elle a été correspondante du Journal de Genève à Bruxelles. Elle a écrit de nombreux reportages et livres et est co-auteure avec Thierry Michel du film L'Homme qui répare les femmes consacré au Docteur Denis Mukwege. Son expertise journalistique et scientifique est reconnue internationalement.[réf. nécessaire]

## Génocide des Tutsis au Rwanda
Colette Braeckman est née à Ixelles en 1946. Son père meurt lorsqu'elle a huit ans. Soucieuse de gagner sa vie, elle ne suit pas son rêve de devenir journaliste et opte pour une école d'interprétariat. Pendant ses études, elle collabore, avec d'autres étudiants, à la page Jeunes du journal La Cité et se fait remarquer par le directeur, Jean Heinen, qui l'engage en 1966. Elle y traite un peu tous les sujets et apprend le métier sur le tas, sous la tutelle de Lucien Latin. 
Quelques années plus tard, elle travaille quelques mois au journal Spécial puis est engagée au journal Le Soir qui lui offre davantage de possibilités de traiter de l'actualité internationale.  
Elle couvre ainsi la Révolution de œillets au Portugal, l'Afrique du Sud, la guerre civile en Éthiopie, les camps de réfugiés en Thaïlande, la sécheresse au Niger et le Congo de Mobutu. Elle devient la spécialiste de la région des Grands lacs et du génocide rwandais. 
Les analyses de Colette Braeckman suscitent parfois des réactions virulentes. Ses articles sur le génocide perpétré contre les Tutsis au Rwanda, critiques envers le gouvernement français, sont contestés, notamment en France, par des personnalités défendant des thèses plus favorables au gouvernement français.   
Colette Braeckman publie également une analyse critique du travail de la Commission parlementaire chargée d'élucider l'implication de la Belgique dans l'assassinat de Patrice Lumumba[source insuffisante]. 
Ses travaux ont été également largement repris par l'association Survie[réf. nécessaire].
Colette Braeckman collabore depuis de nombreuses années à d'autres périodiques et à des revues scientifiques. Elle publie notamment de très nombreux articles dans Le Monde diplomatique ainsi que dans diverses revues scientifiques, comme Politique africaine, World Policy Journal ou la Revue internationale et stratégie.  
En plus de ses articles, elle publie de nombreux livres et tient un blog sur le site du journal Le Soir, consacré à l'Afrique. Son expertise est reconnue par les académiques, les décideurs et les scientifiques. Ses publications éclairent notamment les relations entre la Belgique et ses anciennes colonies et la politique africaine des autorités belges[réf. nécessaire].
En 2020, elle est membre d'un groupe de travail sur la décolonisation chargé par le gouvernement de la Région Bruxelles-Capitale de formuler des conseils, des mesures concrètes et un plan d'action dans un rapport attendu pour la fin 2021[source insuffisante].

## Publications
- Portugal Révolution surveillée, Rossel , 1975
- Le dinosaure, le Zaïre de Mobutu, Paris, Fayard, 1992  (ISBN 978-2213028637)
- Rwanda, histoire d’un génocide, Paris, Fayard, 1994  (ISBN 978-2213593562)
- Rwanda-Burundi : les racines de la violence, 1996
- L'enjeu congolais: L'Afrique centrale après Mobutu, Paris, Fayard, 1999  (ISBN 978-2213602585)
- Terreur africaine: Burundi, Rwanda, Zaïre : les racines de la violence, Paris, Fayard, 1999  (ISBN 978-2213597034)
- Les Nouveaux Prédateurs, Paris, Fayard, 2003
- Congo : Vingt ans de caricatures, Bruxelles, Luc Pire, 2007  (ISBN 978-2874157240)
- Les nouveaux prédateurs : Politique des puissances en Afrique centrale, Bruxelles, Editions Aden, 2009  (ISBN 978-2930402741)
- Lumumba, un crime d'État : Une lecture critique de la Commission parlementaire belge, Bruxelles, Editions Aden, 2009  (ISBN 978-2805900259)
- Vers la deuxième indépendance du Congo, Le Cri, 2009  (ISBN 978-2871065012)
- L'Afrique d'un siècle à l'autre : Heurs, malheurs et retour sur l'Histoire, Editions du Cygne, 2011  (ISBN 978-2849242353)
- L’Homme qui répare les femmes. Violences sexuelles au Congo. Le Combat du docteur Mukwege, 1re éd., A. Versaille, 2012  (ISBN 978-2-87495-194-7)
- Rwanda : Mille collines, mille douleurs, Nevicata, 2014,  (ISBN 978-2875230553)
- Congo, Kinshasa aller-retour, Nevicata, 2016  (ISBN 978-2875230942)
- L'homme qui répare les femmes, le combat du Docteur Mukwege, Renaissance du livre, 5e éd. revue et augmentée, 2016  (ISBN 978-2507053772)
- Mes carnets noirs, Éditions Weyrich, 2023  (ISBN 978-2-87489-909-6)

### En collaboration
- Colette Braeckman, Marc De Kock, Wij leven toch in een vrij land? Rechten en vrijheden in België, Leuven: Kritak, 1980
- Colette Braeckman, Marc Schmitz, Kabila prend le pouvoir, Les prémices d'une chute – La campagne victorieuse de l'AFDL – Le Congo aujourd'hui, Editions Complexe, 1999  (ISBN 2870277105)
- La Guerre, enfants admis, 300 000 enfants-soldats dans le monde : comment combattre ce fléau ?, 2001  (ISBN 2870277954)
- Colette Braeckman, Jules Gérard-Libois, Jean Kestergat, Jacques Vanderlinden, Benoît Verhaegen, Jean-Claude Willame, Congo 1960 : Échec d'une décolonisation, Bruxelles/GRIP, A. Versaille, 2010, 156 p. (ISBN 978-2-87495-078-0)
- Jean-Claude Marlair, Colette Braeckman (Préface), Congo : Le septième lot, Le Cri Editions, 2003  (ISBN 978-2871063292)
- Arthur Conan Doyle, Félicien Challaye, Colette Braeckman (Postface), Jean-Claude Lamoureux (Trad.), Le Crime du Congo belge : Suivi par Le Congo français, Les Nuits rouges, 2005  (ISBN 978-2913112261)
- Jean Kristine, Colette Braeckman (Préface), La Piste des Congo, Le Cri Editions, 2008  (ISBN 978-2871064763)
- Colette Braeckman, Thierry Michel, Isidore Ndaywel è Nziem, Katanga Business, Bruxelles, Luc Pire, 2009  (ISBN 978-2507002756)
- Pauline Kayitare, Patrick May, Colette Braeckman (préf.), Tu leur diras que tu es Hutue, André Versaille, 2011  (ISBN 978-2874951282)
- Philippe Lardinois, Colette Braeckman (Préface), Paul Kagame, un De Gaulle africain, Editions Le bord de l'eau, 2017  (ISBN 978-2356875525)
- Colette Braeckman, Jacques Roisin, Dans la nuit la plus noire se cache l'humanité : Récits des justes du Rwanda, Les Impressions nouvelles, 2017  (ISBN 978-2874495489)
- Philippe de Kemmeter (ill.), Florence Evrard (contrib.), Colette Braeckmann (préf.), Dis, c'est Quoi un Génocide? Renaissance du livre, 2018  (ISBN 978-2507055851)
- Jean Van Hamme (scénario) et Christophe Simon (dessins) (préf. Colette Braeckman), Kivu, Bruxelles/Paris, le Lombard, 2018, 69 p. (ISBN 978-2-8036-7266-0)

## Filmographie
Scénariste
- 2015 : L'Homme qui répare les femmes : La Colère d'Hippocrate de Thierry Michel[3]

## Distinctions
- 1981 - Prix Pierre Mille du Grand Reportage[4].
- Colette Braeckman est docteur honoris causa de l'Université de Liège[2] et de l'Université catholique de Bukavu[5]